# Серебрийский, Александр Самойлович
Александр (Адольф) Самойлович Серебрийский (20 декабря 1921, Харьков — 22 марта 1988, там же) — советский шахматист, мастер спорта СССР (1966), международный мастер ИКЧФ (1975).

## Биография
Окончил Харьковский институт инженеров транспорта, участвовал в Великой Отечественной войне, был ранен во время Сталинградской битвы, награждён орденами и медалями. Работал конструктором на Харьковском заводе имени В. А. Малышева, кандидат технических наук.
Профессионально занимался шахматами с 1945 года, в том же году обыграл будущего чемпиона мира В. В. Смыслова.
Многократный участник чемпионатов УССР. Лучший результат — дележ 6—7 мест в 1954 г. Четырёхкратный чемпион Харькова (1946, 1947, 1953, 1955 гг.).
В 1966 г. выиграл квалификационный матч у Ю. И. Коца (7½ : 6½).
Достиг успехов в соревнованиях по заочным шахматам, стал победителем Кубка Эврара — Деланнуа (англ. Évrard-Delannoy Cup) в составе сборной Харькова.